# José Galán Merino
José Galán Merino (Higuera de la Serena, Badajoz, 1929- Sevilla, 1996) fue un político y sindicalista español de la UGT y el PSOE.

## Biografía
Segundo de cuatro hijos de un humilde matrimonio extremeño, Galán Merino nunca pudo asistir al colegio ya que la Guerra Civil española comenzó cuando tenía siete años. A los diez comenzó a trabajar, primero guardando ganado, mientras su padre le enseñó a leer y escribir en casa. En 1957 se trasladó a Sevilla, empleado en la empresa Laminadora del Sur, S.A. donde comenzó su actividad sindical como enlace sindical y jurado de empresa. Afiliado en 1969 al PSOE y a la UGT, tuvo que abandonar la empresa por su militancia sindical.
De 1970 a 1974 fue miembro de la Comisión Ejecutiva Provincial del PSOE junto con Felipe González y Manuel Chaves, y hasta 1977 fue miembro también de la Comisión Ejecutiva Provincial de la UGT de Sevilla.
A partir de 1977, fue secretario general de la Agrupación Local del PSOE del barrio de San Jerónimo hasta su fallecimiento, ocurrido el 16 de enero de 1996 durante una reunión política del Comité. Desde entonces la Agrupación Local de San Jerónimo lleva su nombre. La ciudad de Sevilla le dedicó una avenida en 2001.
José Galán se destacó por su compromiso social y personal con uno de los barrios obreros sevillano más castigados por la Dictadura.

## Enlaces
- Alfonso Guerra en el Homenaje a José Galán Merino

- Sevilla rotula una avenida con el nombre de José Galán Merino

- Datos: Q5939965